# 唐轶昂
唐轶昂（1975年1月—），女，汉族，河南延津人，中华人民共和国政治人物。研究生学历，经济学博士，助理研究员。曾任防城港市人民政府市长、广西壮族自治区发展和改革委员会主任。现任广西壮族自治区人民政府副秘书长、自治区政府办公厅主任。

## 生平
1993年6月加入中国共产党。1995年毕业于武汉大学经济学院经济系经济学专业。1998年取得武汉大学经济学硕士学位。1998年7月参加工作，任中央办公厅调研室干部。2001年12月在职取得武汉大学经济学博士学位。2003年9月进入中国银监会，任政策法规部综合处助理调研员。
2012年4月，任中共广西自治区党委办公厅副主任；2013年4月，任广西自治区党委副秘书长、办公厅副主任。
2016年2月，任中共防城港市委常委，市政府副市长，市湾办主任（兼）。2021年1月，任防城港市委副书记，防城港市市长。
2021年8月，任广西壮族自治区发展和改革委员会党组副书记、自治区党委军民融合发展办公室常务副主任。9月，任自治区发改委主任。2023年9月，不再担任发改委主任，转任广西自治区人民政府副秘书长、自治区政府办公厅主任。